# Milena
Milena je ženské jméno slovanského původu, v českém kalendáři má jmeniny 24. ledna. Mužským protějškem je Milan. Jméno je tvořeno příponou -ena od přídavného jména milý a znamená tedy milující, milá. Je obdobou latinského Amáta nebo Amanda. Jméno v Česku dosáhlo největší obliby na začátku 20. století.

## Statistické údaje
Následující tabulka uvádí četnost jména v ČR a pořadí mezi ženskými jmény ve srovnání dvou roků, pro které jsou dostupné údaje MV ČR – lze z ní tedy vysledovat trend v užívání tohoto jména:
| Rok       | Četnost    | Pořadí   |
| 1999      | 28 018     | 50.      |
| 2002      | 27 704     | 51.      |
| Porovnání | o 314 méně | o 1 hůře |

Změna procentního zastoupení tohoto jména mezi žijícími ženami v ČR (tj. procentní změna se započítáním celkového úbytku žen v Česku za sledované tři roky) je -0,3%.

## V jiných jazycích
- Miléna – maďarsky
- Milena – polsky, slovensky, srbsky
- Mylene – švédsky
- Aimée a Mylène – francouzsky

## Známé nositelky jména
- Mylène Demongeotová – francouzská herečka
- Milena Dvorská – česká herečka
- Milena Dravić – srbská herečka
- Milena Duchková – česká sportovkyně, olympijská vítězka ve skocích do vody
- Milena Fucimanová – česká spisovatelka
- Milena Hübschmannová – zakladatelka české romistiky
- Milena Jesenská – česká novinářka a spisovatelka
- Milena Steinmasslová – česká herečka
- Milena Vostřáková – česká televizní hlasatelka a moderátorka
- Milena Vukotić – černohorská královna
- Milena Markovna Kunis – americká herečka ukrajinského původu